# Roland Stark
Roland Stark (* 1951 in Appenzell; heimatberechtigt in Appenzell und Basel) ist ein Schweizer Politiker (SP).

## Leben
Stark ist Heilpädagoge. Er war während fast vierzig Jahren Lehrer von Kleinklassen in Pratteln und Basel.
Er gehörte von 1984 bis 1997 und erneut von 2001 bis 2008 dem Grossen Rat des Kantons Basel-Stadt an. Von 1981 bis 1990 präsidierte Stark die SP Basel-Stadt, von 1992 bis 1997 die SP-Fraktion im Grossen Rat und im Amtsjahr 2008/2009 den Grossen Rat. Von 1999 bis 2005 gehörte er dem Verfassungsrat des Kantons Basel-Stadt an, dessen erster Präsident er bis 2001 war. 2019 trat Stark von der SP Basel-Stadt zur SP Appenzell Innerrhoden über.
Stark schreibt Kolumnen für die Basler Zeitung.
Er ist verheiratet und hat zwei Kinder.